# Itaperuna (gemeente)
Itaperuna is een gemeente in de Braziliaanse deelstaat Rio de Janeiro. De gemeente telt 99.454 inwoners (schatting 2009).
De plaats ligt aan de rivier de Muriaé.

## Aangrenzende gemeenten
De gemeente grenst aan Bom Jesus do Itabapoana, Cambuci, Italva, Laje do Muriaé, Miracema, Natividade, São José de Ubá, Antônio Prado de Minas (MG), Eugenópolis (MG) en Patrocínio do Muriaé (MG).

## Verkeer en vervoer
De plaats ligt aan de wegen BR-356, BR-484, RJ-198 en RJ-210.